# Clambus seminulum
Clambus seminulum is een keversoort uit de familie oprolkogeltjes (Clambidae). De wetenschappelijke naam van de soort werd in 1880 gepubliceerd door George Henry Horn.